# Atlas Air

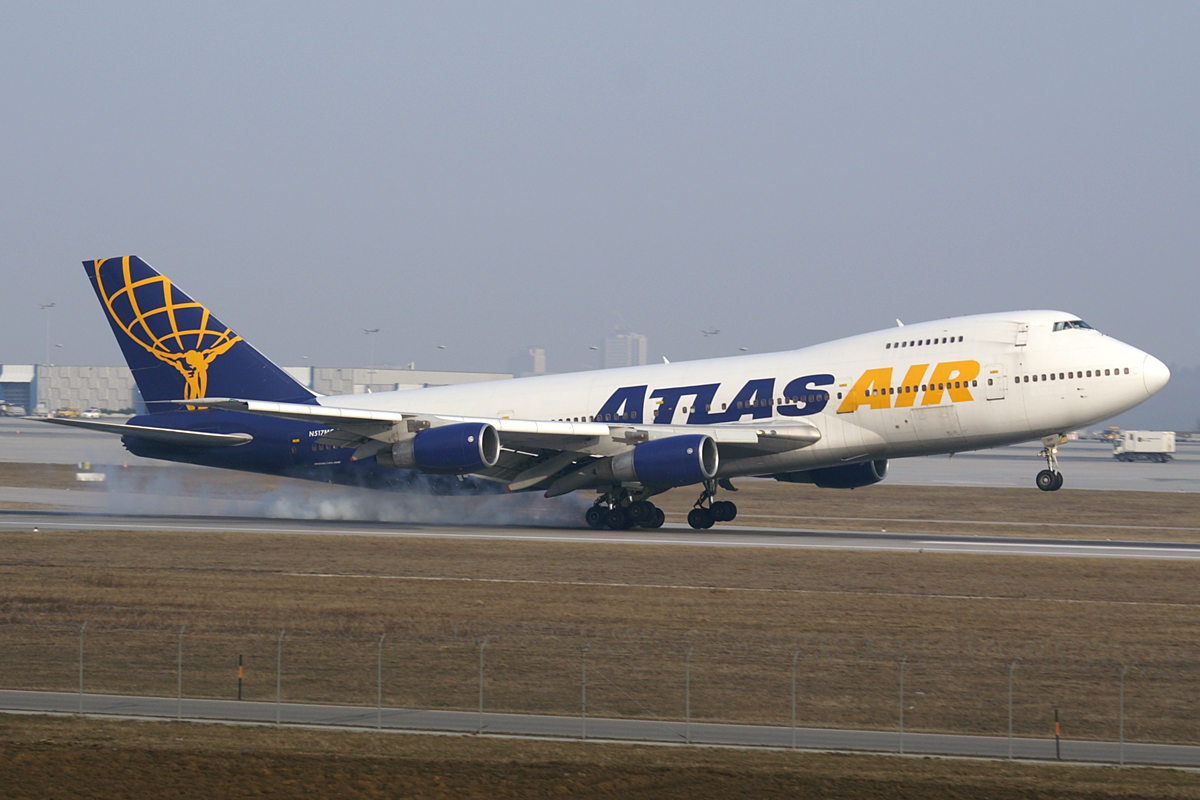
Пассажриский Boeing 747-200 авіакомпанії Atlas Air

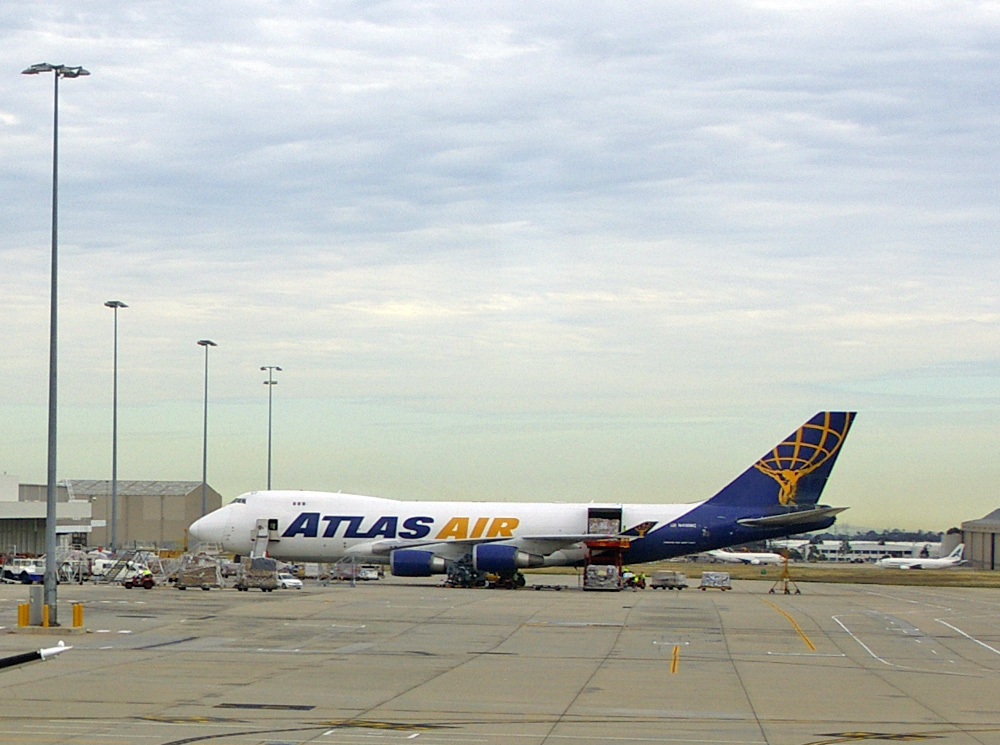
Літак Atlas Air в аеропорту Мельбурна

Atlas Air (NASDAQ: AAWW) — американська вантажна авіакомпанія, що базується в місті Пурчейз, штат Нью-Йорк. Вона виконує регулярні вантажні авіаперевезення в 426 міст в 123 країнах. Основні аеропорти призначення: Маямі, Нью-Йорк (Міжнародний аеропорт імені Джона Кеннеді), Лос-Анджелес, Анкоридж і лондонський аеропорт Станстед.
Свою назву компанія бере від імені давньогрецького бога Атланта (також званий Атласом); логотип авіакомпанії, зображуваний на хвості літаків, показує могутнього людини, тримаючи на плечах земну кулю.

## Географія польотів
Atlas Air та її сестринська компанія Polar Air Cargo доставляють вантажі по всьому світу, в будь-які аеропорти, здатні приймати літаки Boeing 747.

## Флот
На червень 2009 флот Atlas Air складається з таких суден:
На листопад 2008 року середній вік літаків Atlas Air становить 20,6 років.